# سفارة سلوفينيا في أستراليا
سفارة سلوفينيا في أستراليا هي أرفع تمثيل دبلوماسي لدولة سلوفينيا لدى أستراليا. تقع السفارة في وهي تهدف لتعزيز المصالح السلوفينية في أستراليا.

## وصلات خارجية
- الموقع الرسمي
- قائمة سفارات سلوفينيا
- قائمة السفارات في أستراليا